# Joana Vaz
Joana Vaz (Coimbra,  c. 1500 - depois de 1570), também conhecida como A Filósofa foi uma humanista e poeta renascentista que fez parte da corte de Catarina da Áustria, rainha de Portugal.

## Biografia
Pensa-se que fosse filha de João Vaz e irmã do cónego e doutor António Vaz, e oriunda de Coimbra.
A corte de Catarina incluía várias mulheres eruditas, incluindo Joana Vaz, Maria de Portugal, Duquesa de Viseu, prima de Catarina, e as irmãs Angela e Luisa Sigea de Velasco.  Vaz serviu como dama de corte de Catarina desde 1929 e teria sido bibliotecária e diretora da aula régia.  Joana Vaz era fluente em latim, grego e hebraico, para além de português e castelhano, tendo uma obra extensa em latim.  Serviu como tutora da prima de Catarina e da princesa, Maria Manuela de Portugal. 
Era claramente considerada uma autoridade pelos seus estudiosos contemporâneos: o poeta Francisco de Sá de Meneses referiu-se a ela como tal numa carta, e o Papa Paulo III admirava a sua escrita.  João de Barros incluiu-a no seu Espelho de Casados, e Aires Barbosa visitou-a, quando em Coimbra: a fama dos seus escritos chegara até ele; ao não a encontrar, dirigiu-lhe versos (publicados em Arii Barbosa Lusitani Anti-Moria) em que louvava a sua escrita e lamentava o desencontro:
Qvis te doctorum noﬆris is putet eße Iohanna

In terris ortam, qui tua ſeripta legit?

Te uel in exquilijs natam, mediaue ſuburra,

Vrbs te romanam uendicet alta Remi.

Tam comptum: tam dulce ſimul componis: vipsa

Que nectis, latio uerba lepore fluunt.

Barbarie in tanta, qua uix exculta uirorum:

Quo tua uirgo fuit lingua diſerta modo?

Nunc dole, q, cum pottuiſſem uiſere: uiſi

Non te, cum ueﬆra nuper in urbe ſui.

Nam qui delector calamo: iuncundius ore

Praefenti fruerer: colloquioq; tuo.

Dulcius eﬆ pomum quod carpitur arbore in ipſa:

Et magis ex ipſo fonte bibiſſe iuuat.— Aires Barbosa Arii Barvosae Lusitani Antimoria. Eiusdem nonnulla epigrammata. - Conimbricae : apud Coenobium diuae Crucis
O poeta Clenardus descreveu-a como "elegantemente treinada em literatura" e pediu-lhe que contribuísse com um poema para o funeral de Erasmo. André de Resende parece aludir à sua poesia, mas isto talvez seja um erro de transcrição. Foi ainda admirada por outros humanistas como Luís Teixeira e Francisco de Melo. O humanista Baltazar de Teive, em carta a Rodrigo Sanches, capelão da Rainha, descreveu-a como 
um milagre da nossa época, uma excepcão entre as do seu sexo, destinada por Minerva à eloquência, para não faltar, na ocasião devida, quem tomasse o lugar da deusa. Não lhe escrevo, para não ficar outra vez na espectativa inerte de carta sua.— Baltazar de Teive, traduzido do latim por Américo da Costa Ramalho
Rodrigo Sanches, respondeu descrevendo-a desta forma:
Sobre essa mulher superior que se chama Joana Vaz, estrela rara do nosso país e do nosso século, crê na verdade de tudo quanto te digam em seu louvor. Julgo mesmo, que a fama, de invejosa, tem dela apregoado menos do que deve. Para não falar da erudição admirável, que uma rapariga de tenros anos adquiriu entre mestres "mudos", como chamam aos livros, e fora do convívio de homens doutos, quantas virtudes se requrem numa jovem da nobreza, tudo nela se encontra, recato, honestidade e modéstia.
Se não respondeu à tua carta, não deves ficar surpreendido. Embora educadíssima e de feitio acolhedor, todavia considera ser de importância para a sua honra não escrever ou responder jamais a himem algum, sem que primeiro o pai lho imponha— Rodrigo Sanches, traduzido do latim por Américo da Costa Ramalho
Quando saiu da corte de Catarina, em 1533, Joana Vaz incorporou a casa da Infanta D. Maria de Portugal, de quem foi professora até a Infanta atingir os vinte anos. Pensa-se que teria casado com Fernão Álvares da Cunha, um obscuro fidalgo da corte, embora não haja provas conclusivas deste facto.